# Allaoui
Genres dérivés
Reggada, nhari
Genres associés
Reggada
L'Allaoui ou Laâlaoui (en arabe : العلاوي) est une musique et danse traditionnelle guerrière connue de l'ouest algérien spécifique de la région de Tlemcen,.
On retrouve cette danse dans la région de Tlemcen : de Mascara jusqu'à Maghnia à la frontière marocaine et au-delà à Oujda et au sud à Méchria. Elle est dansée par des mouvements d'épaule au rythme des percussions. Elle trouve ses origines dans les Hauts Plateaux oranais.
D'après Yazli Benaamar l'allaoui serait originaire à la base de la tribu arabe des Oulad-Nhar au sud de Tlemcen. Les autres tribus les auraient ainsi imités et auraient donné des variantes dans la région notamment la Reggada. Les Oulad-Nhar affirment être à la source de l'allaoui et que leur danse se pratiquait autrefois lorsque les chevaux manquaient.
D'après Gaëtan Delphin l'allaoui serait une danse pratiqué par les tribus arabes des Hauts Plateaux et d'Oranie,.

## Signification
Les hommes dansent en se tenant coude à coude, comme soudés les uns aux autres en scandant leurs corps.

## Danse, rythme et instruments
Riche en percussion comme le gallal ou le bendir, et d’un instrument à vent de type gasba, ghayta ou zamâr à corne, chaque région fait usage de rythmes et de mélodies qui lui sont propres.
Ainsi, la gasba et bendir sont utilisés pour l'allaoui et sa variante dara chez la tribu des Oulad Nhar à Sebdou ; zamâr à corne, bendir et gallal chez la tribu des Arfa dans la région de MSirda et ghayta et bendir dans la région extrême ouest des Hauts Plateaux (Naâma, Mécheria, Aïn Sefra). Elle est exécutée par plusieurs danseurs guidés par un meneur.
La danse d'inspiration guerrière est composée des différentes phases où un combat est mimé par les danseurs :
Les rangs doivent se composer de 2 à 6 fantassins, habillés obligatoirement d'une ample tunique arabe appelée abaya (jaune poussin ou blanc) et portant, en bandoulières croisées, des étuis de pistolets, des cornes à poudre vides et des baudriers factices.
• Le premier mouvement est appelé dakhla (« entrée ») ou reggada (« dormante ») La mesure, c’est-à-dire le rythme de fond réel, invariable jusqu’à la monotonie, est donnée par une gasba (flûte en roseau à trois enjambements). Le rythme des corps est, sur ce fond, mélodique à trois temps, rendu par les tambourins. Il est ainsi lancinant, lent et régulier.
• Le deuxième mouvement, appelé rayshiya est une syncope brutale qui rompt la « dormante » en 3 battements de pieds et 3 mouvements d’épaules synchronisés, nettement plus rapides que les battements de l’entrée. Il s’exécute sur un commandement du meneur adressé aux percussionnistes.
• Le troisième mouvement enfin, appelé sbaysiya s’exécute, lui aussi après un retour à la dormante, sur un commandement hurlé par lequel toute violence peut se dire : 3ugtal (tue !) ; al3ab (joue !) ; mût (meurs) ; etc. Il s’exécute sur un commandement du meneur adressé aux percussionnistes. Il est composé lui aussi de 3 battements des pieds et de 3 mouvements d’épaules synchronisés, extrêmement rapides, souvent accompagnés de cris ou de phrases incompréhensibles (yaha ! aha ! 3al lektef ! ya7ay ! ...). Ce dernier mouvement, couronnement du mouvement total par la violence du rythme des corps saisis par le commandement du meneur aux percussionnistes, exprime une stratégie du mouvement général du rang des danseurs qui font face aux instrumentalistes, c'est-à-dire l'ennemi fictif !